# ديفيد ألين (راكب الكنو)
ديفيد ألين (بالإنجليزية: David Allen)‏ هو راكب الكنو بريطاني، ولد في 12 يونيو 1943.

## وصلات خارجية
- ديفيد ألين على موقع أوليمبيديا (الإنجليزية)
- ديفيد ألين على موقع اللجنة الأولمبية البريطانية (الإنجليزية)